# Radiance of the Seas
El Radiance of the Seas es un crucero de la clase Radiance operado por Royal Caribbean International (RCI). Todos los barcos de la clase Radiance tienen un sistema de propulsión de turbina de gas, que produce velocidades más eficientes que otros barcos de crucero, y las emisiones al aire son mucho más bajas que las de los barcos de crucero propulsados por motores diésel.
La policía de Nueva Gales del Sur ordenó al barco que saliera de Sidney bajo la "Operación Némesis" debido a la pandemia de COVID-19. Fue aprovisionado en Sidney el 3 de abril y salió del puerto sin pasajeros el 4 de abril hacia Singapur.